# Titularbistum Tamagrista
Tamagrista ist ein Titularbistum der römisch-katholischen Kirche. 
Es geht zurück auf ein früheres Bistum in der römischen Provinz Mauretania Caesariensis bzw. in der Spätantike Mauretania Sitifensis im heutigen nördlichen Algerien.
| Titularbischöfe von Tamagrista |                                        |                                              |                   |                    |
| Nr.                            | Name                                   | Amt                                          | von               | bis                |
| 1                              | Willem Petrus Bartholomaeus Cobben SCI | emeritierter Bischof von Helsinki (Finnland) | 29. Juni 1967     | 18. September 1976 |
| 2                              | Manuel Duran Moreno                    | Weihbischof in Los Angeles (USA)             | 20. Dezember 1976 | 12. Januar 1982    |
| 3                              | Zdzisław Fortuniak                     | Weihbischof in Posen (Polen)                 | 10. April 1982    |                    |